# Kolej polowa

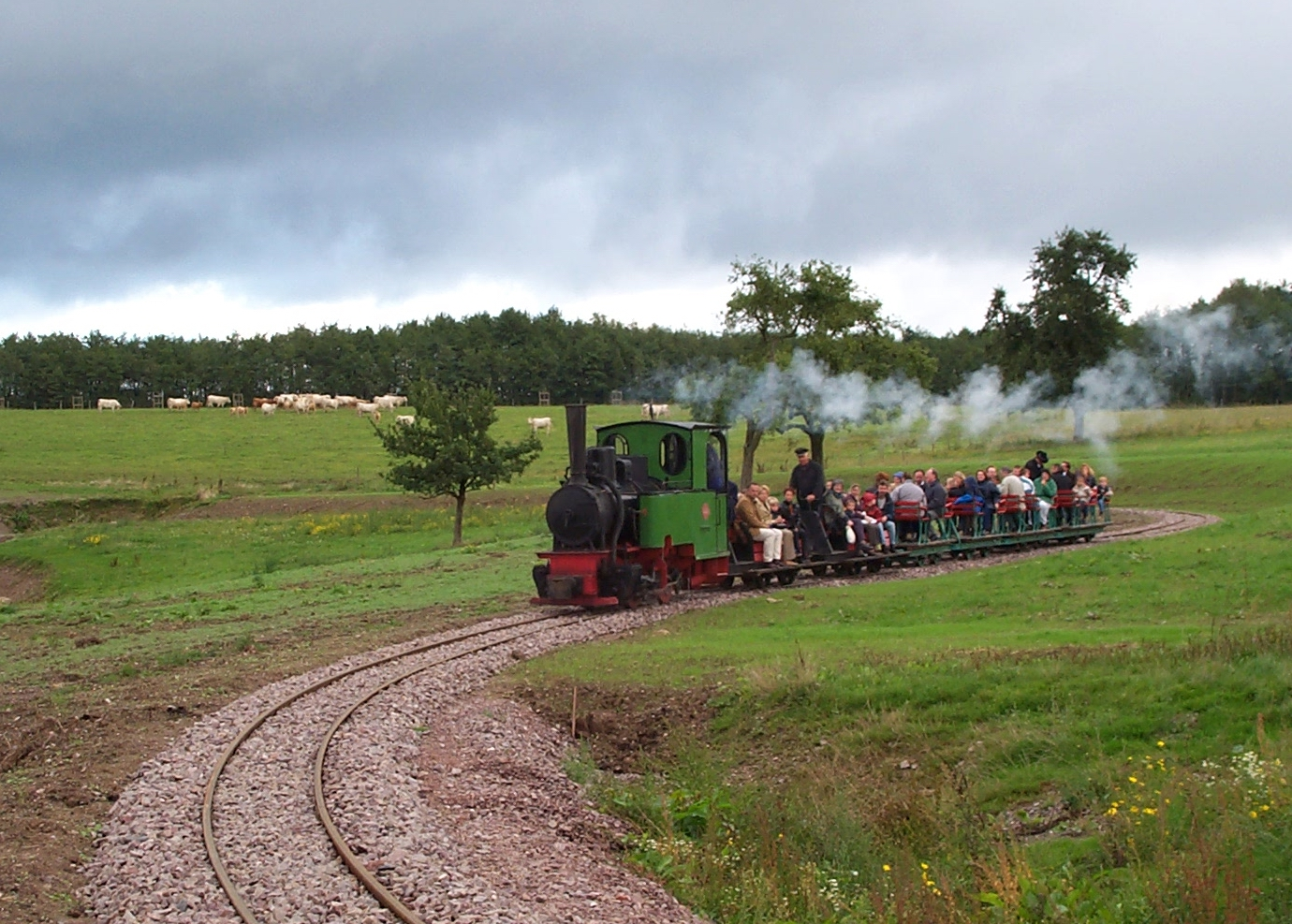
Kolej polowa w niemieckiej miejscowości Serrig (2001)

Kolej polowa – kolej wąskotorowa o bardzo uproszczonej konstrukcji i prześwicie 600–760 mm, budowana zwykle przy użyciu przenośnych przęseł torowych, tak zwanych patentowych (prefabrykowanych odcinków toru wraz ze stalowymi podkładami) niekiedy kładzionych wprost na ziemi.

## Charakterystyka
Charakteryzuje się najniższym kosztem i czasem budowy (w korzystnych warunkach jednostka wojsk kolejowych była w stanie ułożyć do 30 km toru dziennie). Wadami są: bardzo niska zdolność przewozowa ze względu na konieczność zachowania nacisku osi nie przekraczającego 4–5 ton i niska trwałość toru.
Stosowana szeroko w drugiej połowie XIX i w pierwszej połowie XX wieku w logistyce wojskowej, rolnictwie, budownictwie. Współcześnie koleje polowe spotkać można nielicznie, zwykle w kopalniach torfu i cegielniach. Koleje polowe pozostałe po działaniach I wojny światowej często nie były demontowane, lecz odsprzedawane samorządom, dając początek istniejącym długie lata sieciom kolei lokalnych (zazwyczaj konieczna była jednak przebudowa szybko zużywającego się torowiska). Innym rozwiązaniem była wyprzedaż materiałów i taboru, który kupowały między innymi koleje folwarczne. Stąd do czasów obecnych na muzealnych kolejach wąskotorowych stosunkowo często spotyka się dawne parowozy wojskowe, między innymi popularne Brigadelok.

## Koleje polowe za granicą
Przenośne przęsło torowe 600 mm wraz z przystosowanym do korzystania z niego taborem zostało (po kilku latach eksperymentów z mniejszymi prześwitami) zaprezentowane na wystawie światowej w 1887 roku przez inżyniera Paula Decauville’a. Firma Decauville stała się dostawcą infrastruktury i taboru dla francuskiej armii. Koleje polowe były także szeroko wykorzystywane w Niemczech (Feldbahn o prześwicie 600 mm, przykład: Strube-Bahn) czy Austrii (760 mm, stąd pierwotny prześwit wielu kolei wąskotorowych na południu Polski).